# Carlotta Sofia di Anhalt-Bernburg
Carlotta Sofia di Anhalt-Bernburg (Bernburg, 21 maggio 1696 – Sondershausen, 22 luglio 1762) fu una nobile dell'Anhalt-Bernburg e principessa del Schwarzburg-Sondershausen.

## Biografia
Era figlia di Carlo Federico di Anhalt-Bernburg, principe di Anhalt-Bernburg dal 1718 al 1721, e della prima moglie Sofia Albertina di Solms-Sonnenwalde.
Venne data in sposa ad Augusto di Schwarzburg-Sondershausen; il matrimonio venne celebrato a Bernburg il 19 luglio 1721. Esso rafforzava l'alleanza tra le dinastie Ascania e Schwarzburg; prima di questa unione infatti sua sorella Elisabetta Albertina aveva sposato, nel 1712, il fratellastro di Augusto Günther I.
Mentre però Elisabetta Albertina non era riuscita a dare alcun figlio al marito, Carlotta Sofia diede alla luce sei figli:
- Federica Augusta (Ebeleben, 9 luglio 1723-Ebeleben, 7 ottobre 1725);
- Carlotta (Ebeleben, 10 febbraio 1732-Festenberg, 11 giugno 1774), che sposò il conte Enrico Gustavo di Reichenbach-Goschütz;
- Cristiano Guglielmo (Ebeleben, 7 febbraio 1734-Ebeleben, 2 novembre 1737);
- Cristiano Günther III (Ebeleben, 24 giugno 1736-Sondershausen, 14 ottobre 1794), che sposò la cugina Carlotta Guglielmina di Anhalt-Bernburg;
- Giovanni Günther (Ebeleben, 13 ottobre 1737-Ebeleben, 20 gennaio 1738);
- Augusto II (Ebeleben, 7 dicembre 1738-Sondershausen, 10 febbraio 1806).

Alla morte senza figli del cognato Günther I nel 1740, Carlotta Sofia divenne principessa consorte di Schwarzburg-Ebeleben mentre l'altro suo cognato Enrico ereditò il principato di Schwarzburg-Sondershausen e gli altri territori del defunto fratello. Portò tale titolo fino alla morte del marito Augusto, avvenuta il 27 ottobre 1750 a Ebeleben. Suo figlio Cristiano Günther si ritrovò così a ereditare il titolo paterno e, con la morte dello zio Enrico senza figli, anche il principato di Schwarzburg-Sondershausen, insieme ad Augusto II.

## Ascendenza
|                                          |                                       |                                                 | Genitori                                  |  |  | Nonni |  |  | Bisnonni                        |  |  | Trisnonni                      |  |
|                                          |                                       |                                                 |                                           |  |  |       |  |  | Cristiano II di Anhalt-Bernburg |  |  | Cristiano I di Anhalt-Bernburg |  |
|                                          |                                       |                                                 |                                           |  |  |       |  |  | Cristiano II di Anhalt-Bernburg |  |  | Cristiano I di Anhalt-Bernburg |  |
|                                          |                                       | Anna di Bentheim-Tecklenburg                    |                                           |  |  |       |  |  | Cristiano II di Anhalt-Bernburg |  |  |                                |  |
| Vittorio Amedeo di Anhalt-Bernburg       |                                       |                                                 |                                           |  |  |       |  |  | Cristiano II di Anhalt-Bernburg |  |  |                                |  |
|                                          |                                       | Eleonora Sofia di Schleswig-Holstein-Sonderburg | Giovanni di Schleswig-Holstein-Sonderburg |  |  |       |  |  |                                 |  |  |                                |  |
|                                          |                                       | Eleonora Sofia di Schleswig-Holstein-Sonderburg | Giovanni di Schleswig-Holstein-Sonderburg |  |  |       |  |  |                                 |  |  |                                |  |
|                                          |                                       | Eleonora Sofia di Schleswig-Holstein-Sonderburg | Agnese Edvige di Anhalt                   |  |  |       |  |  |                                 |  |  |                                |  |
| Carlo Federico di Anhalt-Bernburg        |                                       | Eleonora Sofia di Schleswig-Holstein-Sonderburg |                                           |  |  |       |  |  |                                 |  |  |                                |  |
|                                          |                                       | Federico del Palatinato-Zweibrücken-Veldenz     | Giovanni II del Palatinato-Zweibrücken    |  |  |       |  |  |                                 |  |  |                                |  |
|                                          |                                       | Federico del Palatinato-Zweibrücken-Veldenz     | Giovanni II del Palatinato-Zweibrücken    |  |  |       |  |  |                                 |  |  |                                |  |
|                                          |                                       | Federico del Palatinato-Zweibrücken-Veldenz     | Luisa Giuliana del Palatinato             |  |  |       |  |  |                                 |  |  |                                |  |
| Elisabetta del Palatinato-Zweibrücken    |                                       | Federico del Palatinato-Zweibrücken-Veldenz     |                                           |  |  |       |  |  |                                 |  |  |                                |  |
|                                          |                                       | Anna Giuliana di Nassau-Dillenburg              | Guglielmo Luigi di Nassau-Saarbrücken     |  |  |       |  |  |                                 |  |  |                                |  |
|                                          |                                       | Anna Giuliana di Nassau-Dillenburg              | Guglielmo Luigi di Nassau-Saarbrücken     |  |  |       |  |  |                                 |  |  |                                |  |
|                                          |                                       | Anna Giuliana di Nassau-Dillenburg              | Anna Amalia di Baden-Durlach              |  |  |       |  |  |                                 |  |  |                                |  |
| Carlotta Sofia di Anhalt-Bernburg        |                                       | Anna Giuliana di Nassau-Dillenburg              |                                           |  |  |       |  |  |                                 |  |  |                                |  |
|                                          | Enrico Guglielmo di Solms-Sonnenwalde | Giorgio Federico I di Solms-Sonnenwalde         |                                           |  |  |       |  |  |                                 |  |  |                                |  |
|                                          | Enrico Guglielmo di Solms-Sonnenwalde | Giorgio Federico I di Solms-Sonnenwalde         |                                           |  |  |       |  |  |                                 |  |  |                                |  |
|                                          | Enrico Guglielmo di Solms-Sonnenwalde | Anna Sofia di Anhalt-Bernburg                   |                                           |  |  |       |  |  |                                 |  |  |                                |  |
| Giorgio Federico II di Solms-Sonnenwalde | Enrico Guglielmo di Solms-Sonnenwalde |                                                 |                                           |  |  |       |  |  |                                 |  |  |                                |  |
|                                          |                                       | Maria Maddalena di Oettingen-Oettingen          | Ludovico Eberardo di Oettingen-Oettingen  |  |  |       |  |  |                                 |  |  |                                |  |
|                                          |                                       | Maria Maddalena di Oettingen-Oettingen          | Ludovico Eberardo di Oettingen-Oettingen  |  |  |       |  |  |                                 |  |  |                                |  |
|                                          |                                       | Maria Maddalena di Oettingen-Oettingen          | Margherita di Oettingen-Oettingen         |  |  |       |  |  |                                 |  |  |                                |  |
| Sofia Albertina di Solms-Sonnenwalde     |                                       | Maria Maddalena di Oettingen-Oettingen          |                                           |  |  |       |  |  |                                 |  |  |                                |  |
|                                          |                                       | Cristiano II di Anhalt-Bernburg                 | Cristiano I di Anhalt-Bernburg            |  |  |       |  |  |                                 |  |  |                                |  |
|                                          |                                       | Cristiano II di Anhalt-Bernburg                 | Cristiano I di Anhalt-Bernburg            |  |  |       |  |  |                                 |  |  |                                |  |
|                                          |                                       | Cristiano II di Anhalt-Bernburg                 | Anna di Bentheim-Tecklenburg              |  |  |       |  |  |                                 |  |  |                                |  |
| Anna Sofia di Anhalt-Bernburg            |                                       | Cristiano II di Anhalt-Bernburg                 |                                           |  |  |       |  |  |                                 |  |  |                                |  |
|                                          |                                       | Eleonora Sofia di Schleswig-Holstein-Sonderburg | Giovanni di Schleswig-Holstein-Sonderburg |  |  |       |  |  |                                 |  |  |                                |  |
|                                          |                                       | Eleonora Sofia di Schleswig-Holstein-Sonderburg | Giovanni di Schleswig-Holstein-Sonderburg |  |  |       |  |  |                                 |  |  |                                |  |
|                                          |                                       | Eleonora Sofia di Schleswig-Holstein-Sonderburg | Agnese Edvige di Anhalt                   |  |  |       |  |  |                                 |  |  |                                |  |
|                                          |                                       | Eleonora Sofia di Schleswig-Holstein-Sonderburg |                                           |  |  |       |  |  |                                 |  |  |                                |  |